# Fabian Mehring

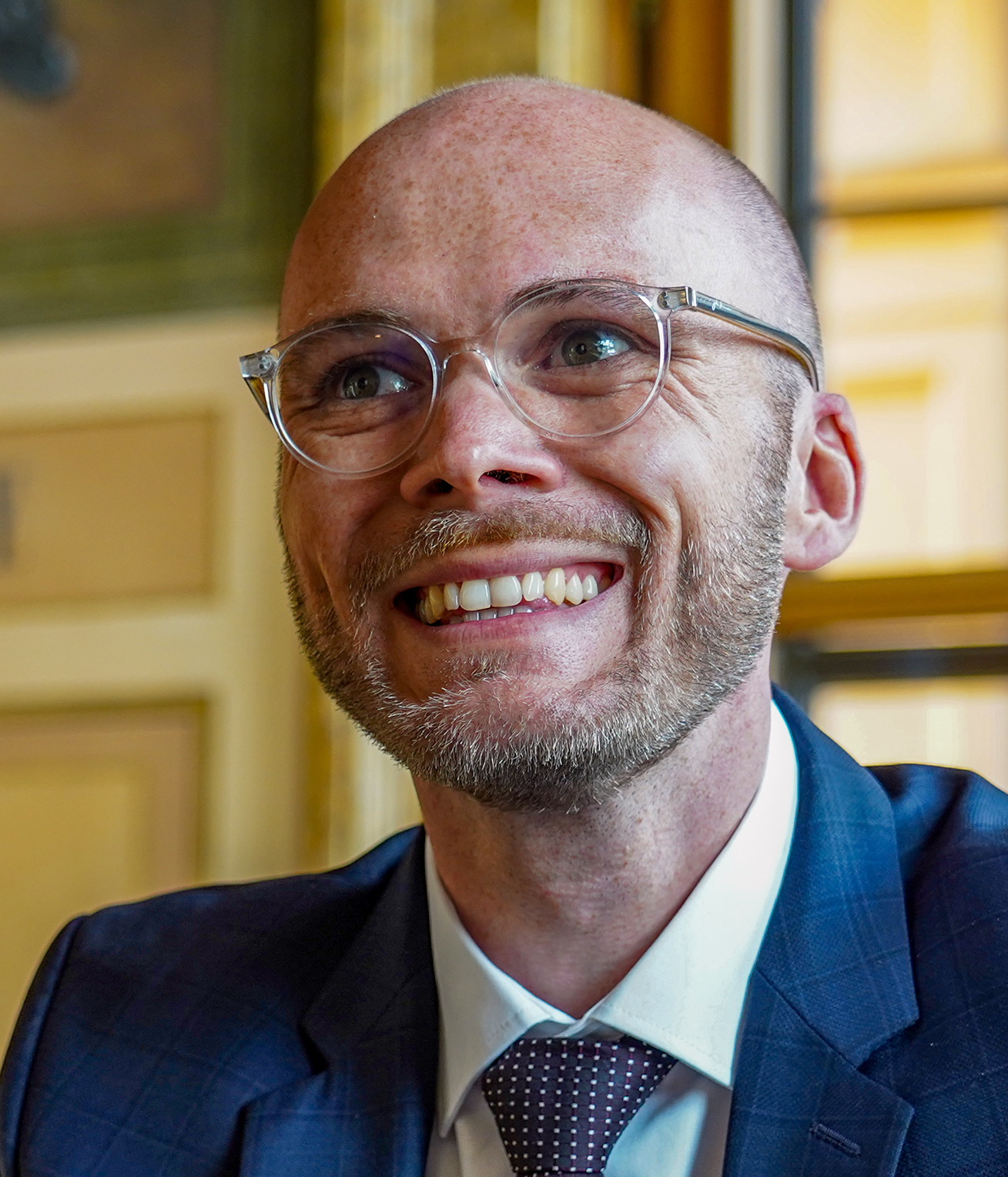
Fabian Mehring, 2021

Fabian Mehring (* 14. Februar 1989 in Augsburg) ist ein deutscher Politiker (Freie Wähler). Er ist seit Oktober 2018 Abgeordneter im Bayerischen Landtag. Seit dem 8. November 2023 ist er Bayerischer Staatsminister für Digitales.

## Werdegang
Fabian Mehring legte 2008 am Gymnasium Wertingen sein Abitur ab und studierte von 2009 bis 2013 an der Universität Augsburg und der Freien Universität Berlin Politik-, Gesellschafts- und Rechtswissenschaften. 2018 wurde er an der Universität Augsburg promoviert. Seine Dissertation hat den Titel Funkenschlag zwischen Wissen und Macht. Eine Rekonstruktion der Prozesse, Wirkungen und Herausforderungen wissenschaftlicher Policy-Beratung deutscher Außenpolitik.
2009 bis 2012 war er studentische Hilfskraft an verschiedenen Lehrstühlen der Universität Augsburg und in der bayerischen Landespolitik, wo er seit 2012 als wissenschaftlicher Mitarbeiter tätig war, zuletzt als Referent des Abgeordneten Johann Häusler. 2014 war er daneben Lehrbeauftragter am Lehrstuhl für Politikwissenschaften und Internationale Beziehungen an der Universität Augsburg.
Bei der Landtagswahl am 14. Oktober 2018 wurde er über die Liste des Wahlkreises Schwaben in den Bayerischen Landtag gewählt. In seiner ersten Wahlperiode war Mehring Mitglied des Ausschusses für Bundes- und Europaangelegenheiten, vertrat seine Regierungsfraktion in der Corona-TaskForce und war ständiges Mitglied im Ältestenrat. Im November 2018 wurde er zum Parlamentarischen Geschäftsführer seiner Fraktion bestellt; dieses Amt übergab er am 30. Oktober 2023 an Felix Locke. Bei der Landtagswahl am 8. Oktober 2023 wurde er erneut über die Liste des Wahlkreises Schwaben in den Landtag gewählt.
Als Landtagsabgeordneter war Mehring Reform- (2019 bis 2021) und Hochschulbeirat (2019 bis 2022) für die Hochschule für Politik München sowie stellvertretendes Mitglied des Verwaltungsrates bei der Bayerischen Landeszentrale für politische Bildungsarbeit (2019 bis 2023). Seit dem 28. November 2023 ist er Mitglied des Medienrates bei der Bayerischen Landeszentrale für neue Medien.
Auf Vorschlag der Landtagsfraktion der Freien Wähler berief der Bayerische Landtag Mehring am 7. Dezember 2021 zum Mitglied der 17. Bundesversammlung, die am 13. Februar 2022 den Bundespräsidenten Deutschlands wählte.
Am 8. November 2023 wurde Mehring als Nachfolger von Judith Gerlach Bayerischer Staatsminister für Digitales.
Am 10. Dezember 2024 wurde Mehring ins Präsidium des GovTech Campus Deutschland gewählt. Dabei handelt es sich um eine deutschlandweite Plattform für staatliche Akteure, Tech-Unternehmen und Forschung, mit dem Ziel der Digitalisierung der öffentlichen Verwaltung.

## Parteiämter und kommunalpolitische Mandate
In seiner Partei war er 2008 bis 2012 stellvertretender Landesvorsitzender der Jungen Freien Wähler Bayern. Von 2010 bis 2019 war er 2. Vorsitzender der Freien Wähler Augsburg-Land und von 2012 bis 2019 der 2. Bezirksvorsitzende in Schwaben. Seit 14. April 2024 ist er Bezirksvorsitzender der Freien Wähler Schwaben.
Mehring war von Mai 2014 bis November 2023 Mitglied im Marktgemeinderat Meitingen. Seit Mai 2014 gehört er dem Kreistag des Landkreises Augsburg an. In beiden Gremien war er von 2014 bis 2020 Fraktionsvorsitzender. Als Kreisrat war er zum Verwaltungsratsmitglied der Augsburger Messe, als Aufsichtsrat des Augsburger Innovationsparks und der regionalen Wirtschaftsförderung Ahochdrei sowie als Mitglied der Versammlung des Sparkassenzweckverbandes Kreissparkasse Augsburg bestellt. Weiter ist er einer der zwei Vertreter des Landkreises im Arbeitskreis Umweltzentrum Schmuttertal.

## Ehrenamt
Mehring war von 2013 bis 2021 Vorsitzender des Tennisclubs Westendorf. 2021 wurde er im Verein zum Ehrenmitglied ernannt.

## Auszeichnungen
- 2022: „Top 40 unter 40“ in der Kategorie „Politik und Staat“ des Wirtschaftsmagazins „Capital“[14]
- 2023:  Bürgermedaille der Marktgemeinde Meitingen[15]

## Privates
Mehring ist verheiratet und lebt mit seiner Frau in Meitingen im Landkreis Augsburg. Er hat eine Tochter, die im Juni 2025 geboren wurde. Mehring ist römisch-katholischer Konfession.

## Publikationen
- 2016: Die Welt aus den Fugen: Erschlägt ein ,Ziegel‘ Deutschlands Macht und Wohlstand? In: Ulrich Roos (Hrsg.): Deutsche Außenpolitik. Arenen, Diskurse und grundlegende Handlungsregeln. S. 89–136. Springer, Wiesbaden.
- 2018: Funkenschlag zwischen Wissen und Macht: Eine Rekonstruktion der Prozesse, Wirkungen und Herausforderungen wissenschaftlicher Policy-Beratung deutscher Außenpolitik. In: Ulrich Franke, Ulrich Roos (Hrsg.): Rekonstruktive Weltpolitikforschung. Band 3. Nomos, Baden-Baden.
- 2024: Ludwig Erhard: Wegbereiter von Wohlstand und sozialem Frieden. In: Kertesz, Alkoscha & Haunfelder, Bernd (Hrsg.): Deutschlands bedeutendste Politiker nach 1945. Ein Parlamentarier-Ranking. S. 55 ff. Engelsdorfer Verlag, Leipzig.
- Beyer, Henri and Blank-Aschauer, Isabel and Clotten, Jonas and Kraft, Joshua and Doerpmund, Felix and Rezik, Ahmed and Appel, Carla and Hildesheim, Fabian and Mayer, Jakob and Michalke, Johannes and Pavlova, Izabella and Ehrenbrandtner, Julian and Ahmed, Maaz and Ader, Sven and Singh, Vishwa and Herzog, Elena and Hainzl, Joël and Vincentelli, Jorge and Ehrenreich, Lena and Rosenblattl, Max and Özdağ, Ece and Schäfer, Fynn and Karaj, Ilda and Zeller, Paul and Hörner, Sven-Christian and Mehring, Dr. Fabian and Sartor, Sebastian: The Future of Policy-Enabled Innovation. 2025 (online).